# Área micropolitana de Meadville
El área micropolitana de Meadville,  y oficialmente como Área Estadística Micropolitana de Meadville, PA µSA tal como lo define la Oficina de Administración y Presupuesto, es un Área Estadística Micropolitana centrada en la localidad de Meadville en el estado estadounidense de Pensilvania. El área micropolitana tenía una población en el Censo de 2010 de 88.765 habitantes, convirtiéndola en la 67.º área micropolitana más poblada de los Estados Unidos. El área micropolitana de Meadville comprende el condado de Crawford, siendo Meadville la localidad más poblada.

## Geografía
El área estadística micropolitana de Meadville se encuentra ubicada en las coordenadas 41°41′N 80°07′O / 41.68, -80.11.

## Composición del área micropolitana

### Ciudades
- Meadville
- Titusville

### Boroughs
Blooming Valley |
Cambridge Springs |
Centerville |
Cochranton |
Conneaut Lake |
Conneautville |
Hydetown |
Linesville |
Saegertown |
Spartansburg |
Springboro |
Townville |
Venango |
Woodcock 

### Municipios
Athens |
Beaver |
Bloomfield |
Cambridge |
Conneaut |
Cussewago |
East Fairfield |
East Fallowfield |
East Mead |
Fairfield |
Greenwood |
Hayfield |
North Shenango |
Oil Creek |
Pine |
Randolph |
Richmond |
Rockdale |
Rome |
Sadsbury |
South Shenango |
Sparta |
Spring |
Steuben |
Summerhill |
Summit |
Troy |
Union |
Venango |
Vernon |
Wayne |
West Fallowfield |
West Mead |
West Shenango |
Woodcock 

### Lugares designados por el censo
Adamsville |
Atlantic |
Canadohta Lake |
Conneaut Lakeshore |
Fredericksburg |
Geneva |
Guys Mills |
Harmonsburg |
Hartstown |
Lincolnville |
Pymatuning Central |
Pymatuning North |
Pymatuning South |
Riceville 

### Áreas no incorporadas
Buells Corners |
Custards |
Frenchtown 